# .cx
.cx е интернет домейн от първо ниво за остров Рождество. Администрира се от CIIA (интернет администрация на остров Рождество).